# HMS Tenby (F65)
HMS Tenby (F65) (англ. Его Величества Корабль «Тенби») — британский фрегат типа «Уитби» (также известный как тип 12), противолодочный корабль Королевских военно-морских сил Великобритании, нёсший службу с 1951 по 1975 годы.

## Служба

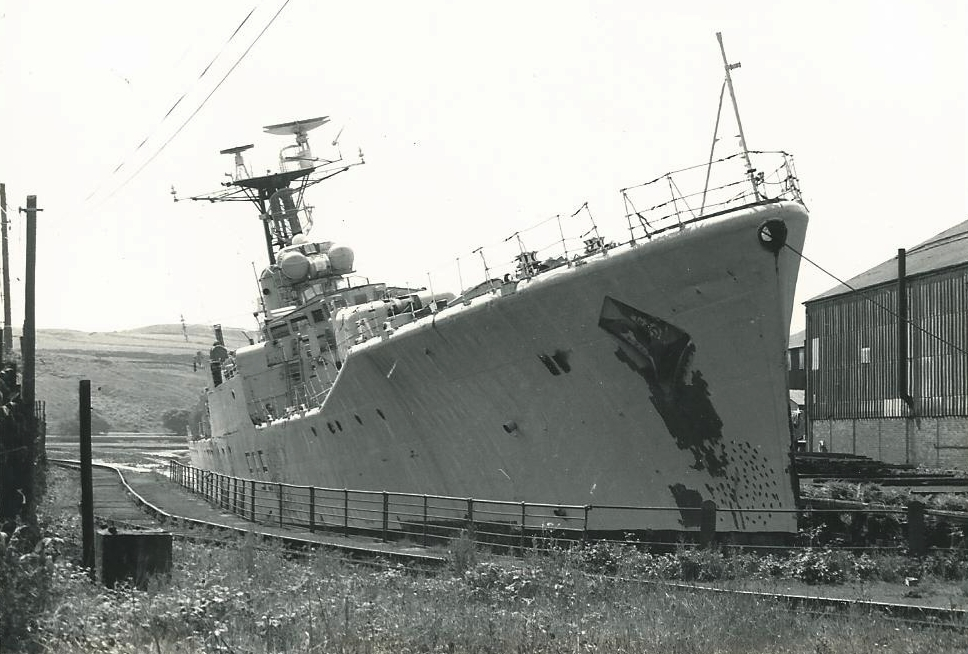
HMS Tenby готовится к слому в доке Thos W Ward в Бритон-Ферри, 1979 год

Заказ на строительство поступил 6 марта 1951 года. Судно было заложено на стапелях судостроительной компании Cammell Laird and Co Ltd в Биркенхеде 23 июня 1953 года, спуск на воду состоялся 4 октября 1955 года. В строю с 18 декабря 1957 года. «Тенби» нёс службу в 17-й эскадре фрегатов в начале 1970-х годов, позднее переименованной в Дартмутскую учебную эскадру, и использовался в качестве учебного судна для кадетов КВМС Великобритании.
Корабль снимался в 1967 году в фильме о Джеймсе Бонде «Живёшь только дважды»: съёмки проходили у Гибралтара, хотя в фильме действие происходит в Гонконге. По сюжету, британцы должны были «похоронить» погибшего Джеймса Бонда на борту этого корабля. Также известно, что на этом судне стажировку проходил южноафриканский моряк и секретный советский агент ГРУ Дитер Герхардт, который передавал засекреченные сведения о вооружении «Тенби».
8 декабря 1972 года корабль был переведён в резерв, последний экипаж покинул судно 28 февраля 1973 года. «Тенби» простоял в Девонпорте 4 года, прежде чем был продан компании Thos W Ward и пущен на слом в Бритон-Ферри. В 1975 году его безуспешно пытались продать Пакистану.

## Командиры
| Начало | Конец | Имя и должность                   |
| ------ | ----- | --------------------------------- |
| 1957   | 1957  | Командир У. Р. Д. Джерард-Пирс    |
| 1959   | 1961  | Командир Д. Э. Паркер             |
| 1962   | 1963  | Капитан Теренс Левин              |
| 1964   | 1965  | Капитан Дэлраймпл-Хэмильтон       |
| 1965   | 1966  | Лейтенант-коммандер К. П. О. Бёрн |